# Atencingo

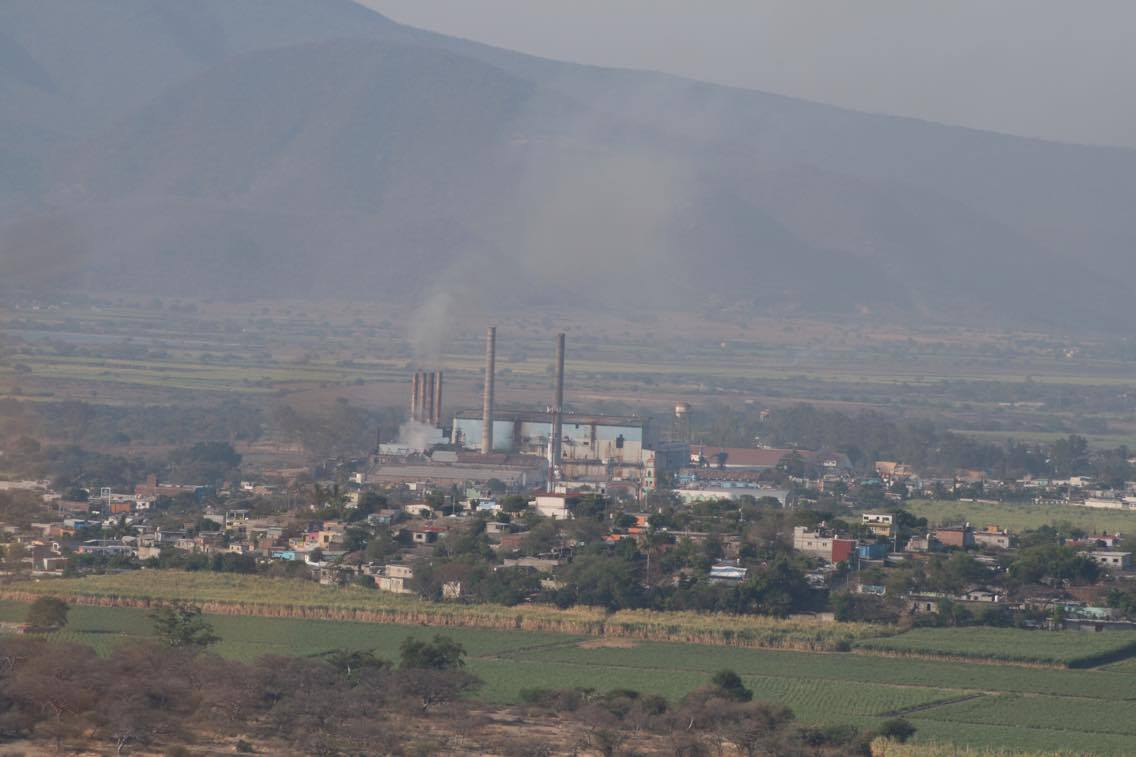
Vista de Atencingo desde o alto um monte.

A Vila de Atencingo, também chamada Atencingo, faz parte do município de Chietla, no estado de Puebla. 
É a maior povoação do município, possuíndo, de acordo com o censo de 2010, 15.768 habitantes. Faz parte da região do vale de Matamoros. Atencingo quer dizer: "Lugar junto à água". 
De 1920 a 1962, Atencingo era administrado somente por inspectores do município, tendo estado de 1962 a 2010 com o cargo de inspectoria auxiliar. Desde 2 de Dezembro de 2010 até hoje tem o estatuto de vila.

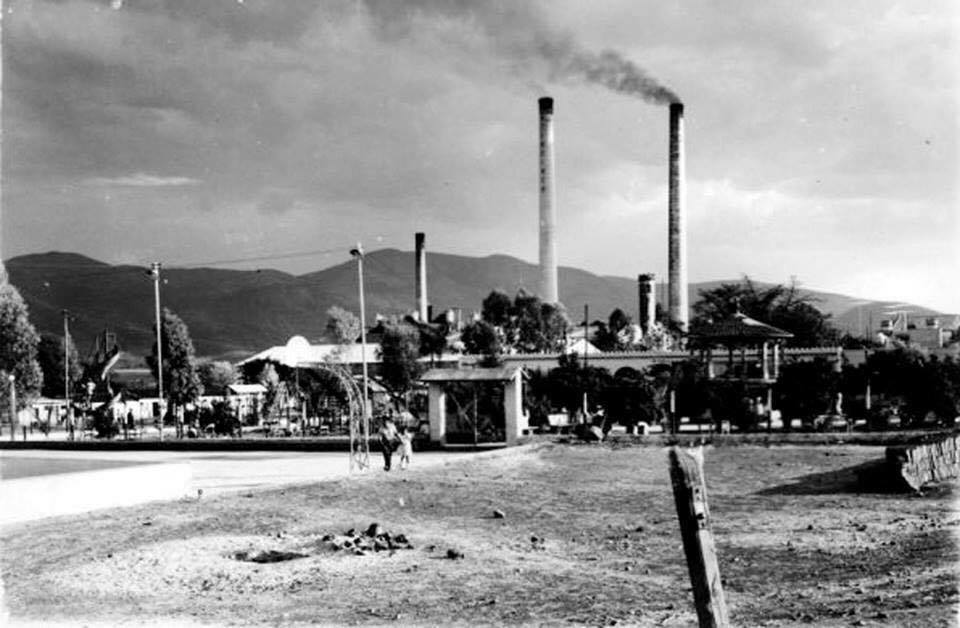
Antiga foto de engenho, século XX.